# Ivanovo (Pančevo)

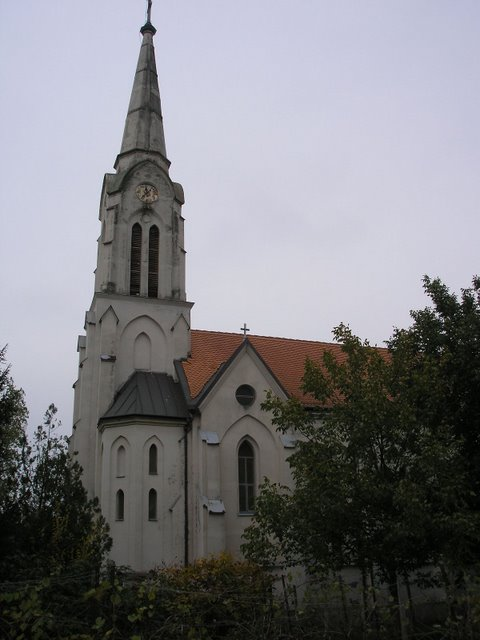
Römisch-katholische Kirche der bulgarischen Minderheit St. Wendelin, 1889–1892 erbaut

Ivanovo (serbisch-kyrillisch Иваново, ungarisch Sándoregyháza, deutsch Alexanderkirchen) ist ein in der Opština Pančevo im Bezirk Südliches Banat von Serbien gelegenes Dorf mit einer mehrheitlich ungarischen Bevölkerung (40 %). Die nächstgrößte Volksgruppe wird von den Bulgaren gestellt.

## Geographische Lage
Die Ortschaft befindet sich 15 km südlich von Pančevo und 20 km südöstlich von Belgrad an der Südgrenze des Banats in einer Tiefebene zwischen der Donau und einem Donaualtarm. Aufgrund der natürlichen Abgrenzung durch die Donau ist der Ort nur mittels der Landstraße von Pančevo über Starćevo und Omoljica zu erreichen. Bedingt durch die großen Entfernungen zum Meer herrscht Kontinentalklima vor: kalt und schneereich im Winter, heiß und trocken im Sommer. Die Böden sind fruchtbar. Auwälder entlang der Gewässer eignen sich für Viehzucht, Schwarzerde hinter dem Hochgestade ermöglichen ertragreiche Ernten.

## Geschichte
Das Gebiet von Ivanovo gehörte bis 1918 zu Österreich-Ungarn. Die heutige Ortschaft wurde 1868 nach Plänen der Wiener Hofkammer neu gegründet, da der alte Ort in der Aue wegen der andauernden Überschwemmungen nicht mehr haltbar war. Zunächst wurden Donauschwaben aus dem Banat und katholische Bulgaren (Paulikianer) aus Dudeștii Vechi (heute rumänisches Banat) angesiedelt. 1872 wurde die Militärgrenze aufgelöst. Ivanovo war damit nicht mehr unmittelbar den Wiener Zentralstellen unterstellt und als kaiserliche Provinz verwaltet, sondern gehörte fortan zum Königreich Ungarn. Im Zuge der Magyarisierung wurde der Ort nun offiziell Sándoregyháza genannt und mit umgesiedelten Ungarn (Szekler) aus der Bukowina verstärkt. Von dieser ungarischen Umsiedlungspolitik waren auch die Nachbargemeinden Skorenovac (ungarisch: Szekelykeve) und Vojlovica (ungarisch: Hertelendyfalva) betroffen. 
Nach dem Ersten Weltkrieg wurde aufgrund des Vertrages von Trianon 1920 das Banat aufgeteilt und der größere Teil Rumänien zugeschlagen. Sándoregyháza fiel an das Königreich der Serben, Kroaten und Slowenen und nahm offiziell den Namen Ivanovo wieder an.

## Demographie

### Bevölkerungsverteilung
| Jahr | Gesamt | Ungarn  | Bulgaren | Serben  | Jugoslawen | Slowaken | Sonstige | Deutsche |
| 1869 | 824    | 0,00 %  | N.D%     | 0,00 %  | 0,00 %     | 0,00 %   | 0,00 %   | N.D%     |
| 1880 | 724    | 0,00 %  | N.D%     | 0,00 %  | 0,00 %     | 0,00 %   | 0,00 %   | N.D%     |
| 1890 | 2,129  | N.D%    | N.D%     | 0,00 %  | 0,00 %     | 0,00 %   | 0,00 %   | N.D%     |
| 1991 | 1,439  | 46,14 % | 27,44 %  | 10,42 % | 11,60 %    | 0,76 %   | 0,13 %   | 0,00 %   |
| 2002 | 1,131  | 39,96 % | 27,14 %  | 19,71 % | 2,12 %     | 1,32 %   | 4,68 %   | 0,00 %   |

Anmerkung: Bis 1880 lebten in Ivanovo ausschließlich Deutsche und katholische Bulgaren. 1883 kamen Ungarn hinzu. Es gab vor 1991 auch in Ivanovo Volkszählungen, gezählt wurde allerdings nur für die gesamte Gemeinde (Opština), nicht jedoch aufgeschlüsselt nach Ortschaften. N.D bedeutet, dass diese Volksgruppen vertreten waren. Mit der Vertreibung der deutschen Bevölkerung änderte sich die ethnische Struktur des Ortes. Die durch den Exodus der Donauschwaben entstandenen Siedlungslücken wurden durch Siedler (Kolonisten) aus Mazedonien und Südserbien wieder geschlossen. Es ist davon auszugehen, dass der Anteil der deutschen Bevölkerung bis 1944 rund 10 % betrug. Nach 1991 veränderte sich die Bevölkerungsstruktur abermals zu Gunsten der Serben. Grund: Viele (vor allem junge) Ungarn flohen aus Angst vor einer Rekrutierung in die Jugoslawische Armee nach Ungarn, und wie die meisten Ortschaften in der Vojvodina musste auch Ivanovo serbische Flüchtlinge aus der Krajina und aus Bosnien, später auch aus dem Kosovo aufnehmen.
Seit einigen Jahren existiert der Kulturverein der Banater Bulgaren Ivanovo 1868 im Dorf.